# 和平 (东汉)
和平（150年—151年正月）是东汉皇帝汉桓帝刘志的第二个年号。汉朝使用这个年号时间共计1年。

## 改元
- 建和四年——正月初一日，改元為和平元年。[2]
- 和平二年——正月十六日，改元為元嘉元年。[2]

## 紀年農曆對照表
表格中各月的干支即為各月的第1日，「大」表示該月有30日，「小」表示該月有29日，「閏月」表格中的中文數字表示該年為閏某月，各月初一底下的數字表示對應的西曆日期。
| 西元  | 干支 | 紀年     | 正月   | 二月   | 三月   | 四月   | 五月   | 六月   | 七月   | 八月   | 九月   | 十月   | 十一月 | 十二月  | 閏月 |
| ----- | ---- | -------- | ------ | ------ | ------ | ------ | ------ | ------ | ------ | ------ | ------ | ------ | ------ | ------- | ---- |
| 150年 | 庚寅 | 和平元年 | 甲子小 | 癸巳大 | 癸亥小 | 壬辰大 | 壬戌小 | 辛卯大 | 辛酉大 | 辛卯小 | 庚申大 | 庚寅小 | 己未大 | 己丑小  |      |
| 150年 | 庚寅 | 和平元年 | 2/15   | 3/16   | 4/15   | 5/14   | 6/13   | 7/12   | 8/11   | 9/10   | 10/9   | 11/8   | 12/7   | 151/1/6 |      |
| 151年 | 辛卯 | 和平二年 | 戊午大 |        |        |        |        |        |        |        |        |        |        |         |      |
| 151年 | 辛卯 | 和平二年 | 2/4    |        |        |        |        |        |        |        |        |        |        |         |      |

## 参見
- 中国年号列表
- 其他时期使用的和平年号